# András Fricsay
András Fricsay  (* 2. April 1942 in Szeged, Ungarn; † 19. November 2024 in Gais, Schweiz), auch Kali Son und Andreas Fricsay genannt, war ein ungarischer Schauspieler und Regisseur.

## Leben
Fricsay wurde als zweiter Sohn des Dirigenten Ferenc Fricsay geboren. Er studierte Malerei in Genf. An der Max-Reinhardt-Schule für Schauspiel in Berlin wurde er zum Schauspieler ausgebildet, brach die Ausbildung jedoch ab. Er war als Schauspieler an mehreren Theaterbühnen, u. a. im Theater Oberhausen, tätig und übernahm Film- und Fernsehrollen.
Über Bremen, Mannheim, Berlin und Hamburg gelangte er 1971 an die Münchner Kammerspiele. Ab 1971 arbeitete Fricsay auch als Theaterregisseur und ab 1974 als Opernregisseur. 1979 gründete er die freie Theatergruppe Zauberflöte. Am Münchner Residenztheater hatte er 1989 großen Erfolg mit einer ins Punker- und Rockermilieu verlegten Inszenierung von Die Räuber mit 111 Aufführungen.
Von 1989 bis 1992 war Fricsay, der fließend deutsch sprach, Oberspielleiter am Schauspiel Bremen. Hier inszenierte er unter anderem die Theater-Uraufführung von Lina Wertmüllers Liebe und Anarchie. Ab 1992 freier Regisseur, übertrug er 1993 am Schauspiel Bonn erfolgreich Kabale und Liebe ins Dritte Reich. Immer mehr nahm der Anteil der Operninszenierungen zu, zum Beispiel Figaros Hochzeit (1997) und Der Freischütz (2000), beide an der Oper Bonn.
Er war in Gastrollen bei der Alte (als Rocker in der Folge Von Mord war nicht die Rede)  und Derrick (u. a. in der Folge Ende einer Sehnsucht als verantwortungsloser Herumtreiber) zu sehen.
Er lebte mehrere Jahre in München und Hamburg; ab 2001 hatte er seinen festen Wohnsitz in Berlin.

## Filmografie (Auswahl)
- 1966: Preis der Freiheit
- 1969: Skin to Skin
- 1969: Spion unter der Haube
- 1970: Baal
- 1973: Eines langen Tages Reise in die Nacht
- 1974: Das Blaue Palais – Das Genie
- 1974: Das Blaue Palais – Das Medium
- 1977: Die Eroberung der Zitadelle
- 1983: The Roaring Fifties
- 1984: The Record
- 1984: Zwei Nasen tanken Super
- 1984: Der Alte – Von Mord war nicht die Rede
- 1984: Derrick – Ende einer Sehnsucht
- 1985: Polizeiinspektion 1 – Die Fortuna-Verkehrs-GmbH
- 1985: Tatort: Das Haus im Wald
- 1985: Derrick – Schwester Hilde
- 1986: Kunyonga – Mord in Afrika
- 1987: Sierra Leone
- 1988: The Aggression
- 1988: Die Senkrechtstarter
- 1989: Das Spinnennetz
- 1992: Mau Mau
- 1994: The Light from Dead Stars
- 1995: Die Sturzflieger
- 1997: Tatort: Alptraum
- 1999: Der Hurenstreik – Eine Liebe auf St. Pauli
- 1999: Sweet Little Sixteen
- 1999: Delta Team – Auftrag geheim!
- 1999: Dunkle Tage
- 1999: Schwurgericht – Seitenwechsel
- 2002: In der Mitte eines Lebens
- 2002: Davon stirbt man nicht
- 2003: Vier Küsse und eine E-Mail
- 2004: Cowgirl
- 2014: Götz von Berlichingen

## Theaterregie (Auswahl)
- 1995: Frank Wedekind: Lulu – (Schauspiel Bonn)
- 1995: Edmond Rostand: Cyrano von Bergerac – (Dresden)
- 1996: William Shakespeare: Hamlet – (Schauspiel Bonn)
- 1999: Paul Abraham: Die Blume von Hawaii – (Schauspiel Bonn)
- 2000: William Shakespeare: Romeo und Julia – (Schauspiel Bonn)
- 2004: Friedrich Schiller: Don Carlos – (Staatstheater Wiesbaden)
- 2005: William Shakespeare: Der Sturm – (Staatstheater Wiesbaden)
- 2006: Friedrich Dürrenmatt: Die Physiker – (Deutsches Theater Berlin)